# علم التنجيم وعناصره التقليدية
يُستخدم مفهوم العناصر التقليدية في علم التنجيم منذ القِدم حتى الآن، تُستخدم العناصر الأربعة في علم التنجيم الغربي والهندي، وهي: النار والأرض والهواء والماء.
- النار تشمل: أبراج الحمل والأسد والقوس.
- الماء تشمل: أبراج الحوت والعقرب والسرطان.
- الأرض تشمل: أبراج الجدي والثور والعذراء.
- الهواء يشمل: أبراج الميزان والدلو والجوزاء.

## علم التنجيم الغربي
يتضمن التنجيم المداري الغربي 12 علامة تنجيم، ويرتبط كل عنصر من العناصر الأربعة بثلاث علامات تدل على دولاب الأبراج، وهي تقع دائمًا على بعد 120 درجة من بعضها على طول دائرة البروج في الفضاء، ويُقال إنها تقع في ترتيب ثلاثي مع بعضها. يستعمل معظم المنجمين المعاصرين العناصر الكلاسيكية على نطاق واسع (المعروفة بالثلاثية)، وهي جزء بالغ الأهمية في تفسير خريطة التنجيم.
تبدأ دائرة التنجيم ببرج الحمل الذي هو عنصر النار، ثم إلى خط برج الثور وهو عنصر الأرض، ثم إلى برج الجوزاء (عنصر الهواء)، وتنتهي ببرج السرطان (عنصر الماء). وهكذا تدور الدائرة مرتين أو أكثر وتنتهي بعلامة برج الحوت.
لخّص ماركوس مانيليوس القواعد الأساسية للعلامات الفلكية الاثنتي عشرة للأبراج على النحو الآتي:
- النار: 1- الحمل، 5- الأسد، 9- القوس: حار وجاف ومتحمس.
- الأرض: 2-الثور، 6- العذراء، 10-الجدي: ثقيل وبارد وجاف.
- الهواء: 3-الجوزاء، 7- الميزان، 11- الدلو: خفيف وحار ورطب.
- الماء: 4- السرطان، 8- العقرب، 12- الحوت: بارد ورطب وناعم.

## عناصر علم التنجيم التقليدي
يتضمن علم التنجيم التقليدي ثلاثيات، لكل منها العديد من حُكّام الكواكب، التي تتغير مع الطائفة، وحسب المخطط إذا كان ليليًا أم نهاريًا.
تدل حكام الثُلاثية على أهمية ونُبل الكواكب، وهي واحدة من عدة عوامل يستخدمها المنجمون التقليديون في تحديد قوة ووزن وفعالية وسلامة كل كوكب في المخطط.
لم يستخدم بطليموس (عالم فلك إغريقي- القرن الثاني) الحُكّام، وكذلك المنجمون اللاحقون الذين التزموا التقاليد القديمة واتبعوا نهجه.
القواعد الثلاثية للمواسم
في علم التنجيم القديم، كانت القواعد الثلاثية ذات طبيعة موسمية، ولهذا السبب مُنح الفصل صفات العنصر، ما يعني أن العلامات المرتبطة بهذا الموسم أو ذاك ستُخصص لهذا العنصر.
العناصر الموسمية لعلم التنجيم القديم هي كالآتي:
- الربيع (يصبح الرطب حارًا): أبراج عنصر الهواء: الجوزاء والميزان والدلو.

- الصيف (يصبح الحار جافًا): أبراج عنصر النار: الحمل والأسد والقوس.

- الخريف (يصبح الجاف باردًا): أبراج عنصر الأرض: الثور والعذراء والجدي.

- الشتاء (يصبح البارد رطبًا): أبراج عنصر الماء: السرطان والعقرب والحوت.

إن استخدام الصفات الموسمية يفسر الاختلافات في التعبير بين علامات (أبراج) نفس العنصر.
كل أبراج عنصر النار هي بطبيعتها حارة جافة، ومع ذلك فإن إضافة القواعد الأساسية للفصول تؤدي إلى اختلافات بين أبراج النار. برج الحمل هو من أبراج الربيع وهي بطبيعتها رطبة (حار جاف، وحار رطب)، يقع برج الأسد في منتصف الصيف، فيحصل على جرعة مزدوجة من الحار والجاف وهو علامة النار النقية، أما برج القوس فهو برج خريفي، لذا فهو أبرد (حار جاف، وبارد جاف).
تنعكس الدورة الموسمية في نصف الكرة الجنوبي، ما يؤدي إلى عناصر ثنائية وثلاثية لكل برج.
هذه العلاقات لا يُوليها علم التنجيم أي أهمية، مع أنها علامات بارزة في علم التنجيم الحديث وسحر الطقوس الغربي، وإعادة بناء الأنظمة والحركات الروحية الحديثة مثل النيودرويدية والويكا (ديانة وثنية جديدة أسسها جرلد غاردنر سنة 1954).

## علم التنجيم الهندي
يُشبه علم التنجيم الهندي نظام التنجيم الغربي في ربط علامات الأبراج بالعناصر. ووفقًا للمعتقدات الفيدية (ديانة الفيدا الهندية) فإن كل كوكب من الكواكب الخمسة مرتبط بعنصر، إضافةً إلى الأثير (السماء الصافية) عنصرًا خامسًا. ذُكِرَ في نصوص فيدا أن كل شيء ينبعث من ذبذبة أوم الوحيدة الرئيسية. تظهر اهتزازات العناصر الخمسة التي تمثل مبدأ العناصر المختلفة، وتشير الكواكب الخمسة إلى الاهتزازات:
- كوكب المشتري: يرمز للسماء الصافية.

- كوكب زحل: يرمز للهواء.
- كوكب المريخ: يرمز للنار.
- كوكب عطارد: يرمز للأرض.
- كوكب الزهرة: يرمز للماء.

## علم التنجيم الصيني
يمكن تصنيف العديد من المجالات النظرية التقليدية في علم التنجيم الصيني ومراحلها التطورية إلى وو شينج، وهي كالآتي:
- المشتري: حاكم الخشب، لونه الأخضر، اتجاهه الشرق، موسمه الربيع.
- المريخ: حاكم النار، لونه الأحمر، اتجاهه الجنوب، موسمه الصيف.
- زحل: حاكم الأرض، لونه الأصفر، وقته منتصف الصيف ونهايته.
- الزهرة: حاكم المعادن، لونه الأبيض، اتجاهه الغرب، موسمه الخريف.
- عطارد: حاكم الماء، لونه الأسود، اتجاهه الشمال، موسمه الشتاء.